# Tour of Oman
O Tour de Omã é uma competição ciclista profissional por etapas que se disputa em Omã no mês de fevereiro.
Criou-se em 2010 por parte de ASO (organizadores entre outros eventos desportivos do Tour de France), fazendo parte do UCI Asia Tour, dentro da categoria 2.1, ascendendo em 2012 à 2.hc.
Em 2020, a prova entrou a fazer parte das UCI ProSeries dentro da categoria 2.pro. No entanto, a edição desse ano suspendeu-se no mês de janeiro depois da morte do sultão Qabus bin Said Al Said e cancelou-se em fevereiro depois de não encontrar uma nova data para sua celebração.

## Camisolas
O Tour de Omã tem quatro camisola distintivas:
- Classificação geral: vermelho
- Classificação por pontos: verde
- Classificação de melhor jovem: branco
- Classificação da combatividade: cinza com vermelho e verde nas primeiras edições e Dourada (cor "risca de ouro") em 2018.

## Palmarés

### Podiums
| Ano  | Vencedor          | Segundo                | Terceiro           |           |
| ---- | ----------------- | ---------------------- | ------------------ | --------- |
| 2010 | Fabian Cancellara | Edvald Boasson Hagen   | Cameron Meyer      |           |
| 2011 | Robert Gesink     | Edvald Boasson Hagen   | Giovanni Visconti  |           |
| 2012 | Peter Velits      | Vincenzo Nibali        | Tony Gallopin      |           |
| 2013 | Chris Froome      | Alberto Contador       | Cadel Evans        |           |
| 2014 | Chris Froome      | Tejay van Garderen     | Rigoberto Urán     |           |
| 2015 | Rafa Valls        | Tejay van Garderen     | Alejandro Valverde |           |
| 2016 | Vincenzo Nibali   | Romain Bardet          | Jakob Fuglsang     |           |
| 2017 | Ben Hermans       | Rui Costa              | Fabio Aru          |           |
| 2018 | Alexey Lutsenko   | Miguel Ángel López     | Gorka Izagirre     |           |
| 2019 | Alexey Lutsenko   | Domenico Pozzovivo     | Jesús Herrada      |           |
| 2020 | cancelado         | cancelado              | cancelado          | cancelado |
| 2021 | cancelado         | cancelado              | cancelado          | cancelado |
| 2022 | Jan Hirt          | Fausto Masnada         | Rui Costa          |           |
| 2023 | Matteo Jorgenson  | Mauri Vansevenant      | Geoffrey Bouchard  |           |
| 2024 | Adam Yates        | Jan Hirt               | Finn Fisher-Black  |           |
| 2025 | Adam Yates        | Valentin Paret-Peintre | David Gaudu        |           |

### Classificações e outros dados
| Ed. | Ano  | Geral             | Tempo de o ganhador | Quilómetros totais | Pontos               | Jovens               | Combatividade              | Equipas           |
| --- | ---- | ----------------- | ------------------- | ------------------ | -------------------- | -------------------- | -------------------------- | ----------------- |
| 1   | 2010 | Fabian Cancellara | 16h 02' 52"         | 687,5              | Edvald Boasson Hagen | Edvald Boasson Hagen | Gatis Smukulis             | Team HTC-Columbia |
| 2   | 2011 | Robert Gesink     | 20h 24' 36"         | 837,5              | Edvald Boasson Hagen | Robert Gesink        | Marko Kump                 | Leopard Trek      |
| 3   | 2012 | Peter Velits      | 21h 32' 02"         | 875                | Peter Sagan          | Tony Gallopin        | Klaas Lodewijck            | RadioShack-Nissan |
| 4   | 2013 | Chris Froome      | 23h 28' 33"         | 938,5              | Chris Froome         | Kenny Elissonde      | Bobbie Traksel             | BMC Racing Team   |
| 5   | 2014 | Chris Froome      | 22h 02' 26"         | 915,5              | Andre Greipel        | Romain Bardet        | Preben Van Hecke           | Sky               |
| 6   | 2015 | Rafael Valls      | 21h 09' 31"         | 988,5              | Andrea Guardini      | Louis Meintjes       | Jef Van Meirhaeghe         | BMC               |
| 7   | 2016 | Vincenzo Nibali   | 22h 25' 25"         | 911                | Edvald Boasson Hagen | Brendan Canty        | Jacques Janse Van Rensburg | Dimension Data    |
| 8   | 2017 | Ben Hermans       | 20h 56' 20"         | 885                | Alexander Kristoff   | Merhawi Kudus        | Aimé De Gendt              | Dimension Data    |
| 9   | 2018 | Alexey Lutsenko   | 21h 45' 51"         | 914,5              | Nathan Haas          | Miguel Ángel López   | Loic Chetout               | Astana Pro Team   |
| 10  | 2019 | Alexey Lutsenko   | 22h 49' 50"         | 906                | Alexey Lutsenko      | Élie Gesbert         | Preben van Hecke           | Katusha-Alpecin   |

## Palmarés por países
Atualizado após edição de 2024
| País           | Vitórias |
| -------------- | -------- |
| Reino Unido    | 3        |
| Cazaquistão    | 2        |
| Suíça          | 1        |
| Países Baixos  | 1        |
| Eslováquia     | 1        |
| Espanha        | 1        |
| Itália         | 1        |
| Bélgica        | 1        |
| Chéquia        | 1        |
| Estados Unidos | 1        |